# Посольство Эсватини на Тайване
Посольство Эсватини на Тайване (кит. 史瓦帝尼駐華大使館; англ. Embassy of Eswatini in Republic of China (Taiwan)) — посольство Эсватини в Китайской Республике (Тайвань), расположенное в Тайбэе. Дипломатические отношения установлены между двумя государствами с момента обретения Эсватини независимости в 1968 году. Первоначально интересы Эсватини были представлены в Тайбэе через консульство.

## История
Королевство Эсватини является одной из 11 стран, имеющих дипломатические отношения с Тайванем. В мае 2018 года произошёл дипломатический разрыв между Буркина-Фасо и Китайской Республикой (Тайванем) и Эсватини стало единственным африканским государством, не имеющим дипломатических отношений с Китайской Народной Республикой.
Посольство Тайваня в Эсватини осуществляет свою деятельность в Мбабане.
В 2007 году сотрудники посольства участвовали в переговорах с правительством Китайской Республики для организации медицинского сотрудничества. В результате в 2008 году группа тайваньских медицинских работников направилась в Эсватини для работы в государственном госпитале Мбабане.
С 2022 года послом Эсватини в Китайской Республике (Тайване) является Промис Ситембисо Мсиби.